# Parfumer
Parfumer je stručnjak za izradu parfema. Radi naravi svoga posla, treba posjedovati istančan njuh, znanja iz kemije i vještine za stvaranje i spajanje mirisnih spojeva. Na osnovnoj razini, parfumer mora dobro poznavati veliki izbor sastojaka i njihovih mirisa te biti u stanju razlikovati svaki pojedinačno ili u kombinaciji s drugima. Trebaju poznavati i kako se svaki sastojak razvija tijekom vremena.
Školovanje parfumera čini stručna obuka iz parfumeristike i kozmetologije, koja uključuje i šegrtovanje kod parfumera.
Parfumer obično započinje projekt sa zadatkom svog poslodavca ili klijenta. Projekt sadrži specifikacije za željeni parfem, a klijent često opisuje svoje želje kako bi trebao mirisati ili kakve osjećaje bi trebao izazvati, zajedno s maksimalnom cijenom po litri koncentrata parfemskog ulja. Ta cijena određuje koji će se sastojci koristiti u kompoziciji. Parfumer zatim  miješa različite sastojaka pokušavajući postići tražene zahtjeve. Ovaj postupak obično traje od nekoliko mjeseci do nekoliko godina te prolazi kroz brojna ponavljanja. Cjelokupan proces izrade parfema može uključivati kulturna i javna istraživanja kako bi se parfem prilagodio određenom tržištu. Parfemskom kompozicijom može se koristiti za poboljšanje drugog proizvoda kao funkcionalna mirisa šampona, šminke, detergenata, unutrašnjosti automobila, ili se izravno plasira na tržište kao parfem.